# 澤生山鱂
澤生山鱂為輻鰭魚綱鯉齒目鯉齒亞目鯉齒鱂科的其中一種，分布於南美洲祕魯利馬東部的Pucro及Misa湖流域，棲息在中底層水域，生活習性不明。

## 擴展閱讀
維基物種上的相關：澤生山鱂